# Natalie Cole en Español
Natalie Cole en Español é o vigésimo-terceiro e último álbum de estúdio da cantora estadunidense Natalie Cole, lançado em 25 de junho de 2013 pela Verve Records. Produzido pelo compositor e arranjador cubano-americano Rudy Pérez, é o primeiro trabalho da artista em língua espanhola e seu primeiro projeto de estúdio após passar por transplante renal em 2009. O álbum foi promovido como uma sequência de Caroling, Caroling: Christmas with Natalie Cole, o terceiro álbum natalina de sua carreira. En Español consiste em doze versões de canções conhecidas da música latina, especialmente do gênero bolero, incluindo ainda duetos com Juan Luis Guerra, Andrea Bocelli e um dueto póstumo com seu pai Nat King Cole.

## Antecedentes
Cole já havia manifestado seu interesse em gravar um álbum em espanhol pelo menos uma década antes, porém a Capitol Records - sua então gravadora - rejeitou a ideia afirmando que "ainda não era o tempo". O produtor canadense David Foster, com quem Cole já havia colaborado no bem-sucedido Unforgettable... with Love (1991), encorajou a cantora a tentar emplacar o projeto novamente. Cole citou sua enfermeira salvadorenha Esther como uma de suas primeiras influências na gravação do álbum. Em 2009, a cantora havia passado por um transplante renal e citou que sua conexão com a enfermeira a "aproximou do povo latino, dos programas latinos", fazendo que se sentisse "muito mais latina agora" e com o desejo "cada vez mais forte" de retomar o projeto.
Evitando comparações com o álbum de seu pai de 1958, Cole Español, Natalie descreveu que seu álbum "não é um tributo ao meu pai, nem um tributo à música latina só por causa do meu pai". Durante o processo de gravação do álbum, Pérez instruiu a cantora no aperfeiçoamento de sua dicção para que sua performance fosse o mais autêntica possível. Cole afirmou que "pessoas negras e hispânicas possuem o mesmo sentimento por paixão, por música, por diversão, pelo coração". Ela expressou uma verdadeira paixão pelo idioma ao dizer: "Eu amo francês, amo português, amo italiano", mas enfatizou que "para o momento, é o espanhol".
Nas sessões de gravação, Pérez traduziu as letras das canções para a língua inglesa para que Cole pudesse capturar as emoções e o sentido de cada obra. Cole relembrou nos primeiros dias de gravação que se emocionou, pois "a tradução das letras em espanhol era como poesia". Na audição final do álbum, a cantora diz ter gostado de si mesma cantando em espanhol e comparou à gravação de Unforgettable... with Love, que teria lhe tirado da "zona de conforto e criar o que considera arte".

## Lista de faixas
| N.º            | Título                                                 | Compositor(es)                | Duração |  |
| 1.             | "Frenesí"                                              | Alberto Domínguez             | 3:24    |  |
| 2.             | "Voy a apagar la luz / Contigo aprendí"                | Armando Manzanero             | 4:06    |  |
| 3.             | "Acércate más (Come Closer to Me)" (com Nat King Cole) | Osvaldo Farrés                | 2:46    |  |
| 4.             | "Mañana de Carnaval"                                   | Luiz Bonfá Antônio Maria      | 3:08    |  |
| 5.             | "Bésame mucho" (com Andrea Bocelli)                    | Consuelo Velázquez            | 4:02    |  |
| 6.             | "Quizás, quizás, quizás"                               | Osvaldo Farrés                | 2:27    |  |
| 7.             | "Solamente una vez"                                    | Agustín Lara                  | 2:30    |  |
| 8.             | "Oye Como Va" (com Arthur Hanlon)                      | Tito Puente                   | 4:59    |  |
| 9.             | "Yo Lo Amo (And I Love Him)" (com Chris Botti)         | Lennon/McCartney              | 4:25    |  |
| 10.            | "El día que me quieras"                                | Carlos Gardel Alfredo Le Pera | 4:28    |  |
| 11.            | "Bachata Rosa" (com Juan Luis Guerra)                  | Juan Luis Guerra              | 4:02    |  |
| 12.            | "Amapola"                                              | Joseph Lacalle                | 3:20    |  |
| Duração total: | Duração total:                                         | Duração total:                | 43:55   |  |

| Bônus iTunes   |                                                 |                            |         |  |
| N.º            | Título                                          | Compositor(es)             | Duração |  |
| 13.            | "Cuando vuelva a tu lado" (com Arturo Sandoval) | María Grever Stanley Adams | 3:20    |  |
| Duração total: | Duração total:                                  | Duração total:             | 47:32   |  |

## Desempenho e certificações
| Parada musical (2013)                       | Melhor posição |
| ------------------------------------------- | -------------- |
| Croácia - Croatian International Albums     | 37             |
| Estados Unidos - Billboard 200              | 91             |
| Estados Unidos - Billboard Top Jazz Albums  | 2              |
| Estados Unidos - Billboard Latin Pop Albums | 1              |
| Estados Unidos - Billboard Top Latin Albums | 1              |
| Polónia - ZPAV                              | 21             |

| País/Região    | Certificação | Vendas  |
| -------------- | ------------ | ------- |
| Polônia (ZPAV) | Ouro         | 10,000+ |